# Bellevalia
Bellevalia é um gênero da família Asparagaceae.